# Жінки на межі нервового зриву
«Жінки на межі нервового зриву» (ісп. Mujeres al borde de un ataque de nervios) — іспанська комедія 1988 року, режисер і сценарист Педро Альмодо́вар. Цей фільм приніс Альмодовару широкий інтерес англомовного світу, він був номінований на Оскар як Найкращий іноземний фільм, виграв п'ять нагород Гойя, зокрема Найкращий фільм та Найкраща жіноча роль (Кармен Маура), та 2 премії «Фелікс»

## Сюжет
Головну героїню, Пепу Маркос, покинув коханець на ім'я Іван. Намагаючись знайти його та з'ясувати причину його поведінки, вона знайомиться з його напівбожевільною колишньою дружиною Люсією та сином Карлосом, але ті також нічого не знають про долю Івана. В той же час до Пепи у гості приходить подруга Кандела, впевнена у тому, що її розшукує поліція, бо її коханець виявився терористом. Разом вони їдуть до адвокатки Пауліни Моралес, яка, як виявляється, і є новою коханкою Івана. Упродовж всього фільму шляхи героїв перетинаються у дивній та заплутаній манері.

## У ролях
- Кармен Маура — Пепа
- Антоніо Бандерас — Карлос, син Івана та Люсії
- Хульєта Серрано — Люсія, колишня дружина Івана
- Россі де Пальма — Маріса, подруга Карлоса
- Марія Барранко — Кандела, подруга Пепи
- Кіті Манвер — Пауліна Моралес, адвокатка
- Гільєрмо Монтесінос — таксист
- Чус Лампреаве — консьєржка
- Едуардо Кальво — батько Люсії
- Фернандо Гільєн — Іван

## Нагороди і номінації
Фільм загалом отримав 20 премій та 17 номінацій, зокрема:

### «Оскар»
- 1989 — номінація на найкращий фільм іноземною мовою.

### BAFTA
- 1990 — номінація на найкращий фільм іноземною мовою.

### Венеційський кінофестиваль
- 1988 — премія за найкращий сценарій Педро Альмодовару.
- 1988 — премія найкращій акторці Кармен Маура.

### Фелікс
- 1988 — найкраща акторка Кармен Маура.
- 1988 — найкращий молодіжний фільм Педро Альмодовару.
- 1988 — номінація Фелікса Мурсії за найкраще художнє керівництво.

### Золотий глобус
- 1989 — номінація на найкращий фільм іноземною мовою.

### Кінофестиваль в Торонто
- 1988 — премія глядачів Педро Альмодовару.

### Премія Давида ді Донателло
- 1989 — премія найкращому режисеру зарубіжного фільму Педро Альмодовару.

### Премія Fotogramas de Plata
- 1989 — премія найкращій акторці Кармен Маура.
- 1989 — премія найкращому актору Антоніо Бандерасу
- 1989 — номінація Марії Барранко на найкращу акторку
- 1989 — номінація Чус Лампреаве на найкращу акторку

### ПреміяГойя
- 1989 — премія найкращий фільм.
- 1989 — премія за найкращий оригінальний сценарій Педро Альмодовару.
- 1989 — премія найкращій акторці Кармен Маура.
- 1989 — премія найкращій акторці другого плану Марія Барранко.
- 1989 — премія за найкращий монтаж Хосе Сальседо.
- 1989 — 11 номінацій, зокрема: за найкращу режисуру, за найкращу операторську роботу, за найкращі костюми, за найкращий грим і макіяж, за найкращий музичний супровід та ін.